# Ronde van Vlaanderen 1996
De 80ste editie van de Ronde van Vlaanderen werd verreden op 7 april 1996 over een afstand van 269 km van Sint-Niklaas naar Meerbeke. De gemiddelde uursnelheid van de winnaar was 41,705 km/h.

## Hellingen
| - Tiegemberg - Kluisberg - Knokteberg - Oude Kwaremont - Paterberg - Kortekeer | - Taaienberg - Eikenberg - Volkegemberg - Varent - Leberg - Molenberg | - Berendries - Valkenberg - Muur-Kapelmuur - Bosberg |

## Uitslag
| Ronde van Vlaanderen 1996 |                       |                    |           |
| Plaats                    | Naam                  | Ploeg              | Tijd      |
| Winnaar                   | Michele Bartoli       | MG-Technogym       | 6u27'00"  |
| 2                         | Fabio Baldato         | MG-Technogym       | + 55"     |
| 3                         | Johan Museeuw         | Mapei-GB           | z.t.      |
| 4                         | Vjatsjeslav Jekimov   | Rabobank           | z.t       |
| 5                         | Fabiano Fontanelli    | MG-Technogym       | z.t       |
| 6                         | Andrei Tchmil         | Lotto              | z.t       |
| 7                         | Laurent Brochard      | Lotus-Festina      | z.t       |
| 8                         | Oleksandr Hontsjenkov | Roslotto-ZG Mobili | z.t       |
| 9                         | Rolf Sørensen         | Rabobank           | z.t       |
| 10                        | Peter Van Petegem     | TVM                | z.t       |
|                           |                       |                    |           |
| 53                        | Maarten den Bakker    | TVM-Farm Frites    | + 12' 31" |

1913 · 
1914 · 
1915 · 
1916 · 
1917 · 
1918 · 
1919 · 
1920 · 
1921 · 
1922 · 
1923 · 
1924 · 
1925 · 
1926 · 
1927 · 
1928 · 
1929 · 
1930 · 
1931 · 
1932 · 
1933 · 
1934 · 
1935 · 
1936 · 
1937 · 
1938 · 
1939 · 
1940 · 
1941 · 
1942 · 
1943 · 
1944 · 
1945 · 
1946 · 
1947 · 
1948 · 
1949 · 
1950 · 
1951 · 
1952 · 
1953 · 
1954 · 
1955 · 
1956 · 
1957 · 
1958 · 
1959 · 
1960 · 
1961 · 
1962 · 
1963 · 
1964 · 
1965 · 
1966 · 
1967 · 
1968 · 
1969 · 
1970 · 
1971 · 
1972 · 
1973 · 
1974 · 
1975 · 
1976 · 
1977 · 
1978 · 
1979 · 
1980 · 
1981 · 
1982 · 
1983 · 
1984 · 
1985 · 
1986 · 
1987 · 
1988 · 
1989 · 
1990 · 
1991 · 
1992 · 
1993 · 
1994 · 
1995 · 
1996 · 
1997 · 
1998 · 
1999 · 
2000 · 
2001 · 
2002 · 
2003 · 
2004 · 
2005 · 
2006 · 
2007 · 
2008 · 
2009 · 
2010 · 
2011 · 
2012 · 
2013 · 
2014 · 
2015 · 
2016 · 
2017 · 
2018 · 
2019 · 
2020 · 
2021 · 
2022 · 
2023 · 
2024
Lijst van beklimmingen